# Ястшембик (річка)
Ястшембик (пол. Jastrzębik, Jastrzębka, Jastrzębski potok) — гірська річка в Польщі, у Лімановському повіті Малопольського воєводства. Ліва притока Дунайця (басейн Балтійського моря).

## Опис
Довжина річки 17 км, падіння річки 477  м, похил річки 28,06  м/км, найкоротша відстань між витоком і гирлом — 16,89  км, коефіцієнт звивистості річки — 1,01 . Формується притокою та багатьма безіменними гірськими потоками.

## Розташування
Бере початок на південно-східних схилах гори Ксенжа (925,8 м) на висоті 790 м над рівнем моря у селі Млиньчиська (гміна Луковиця). Тече переважно на південний схід через Ястшембе, Ольшану, Границю і у Ольшанці впадає у річку Дунаєць, праву притоку Вісли.
Населені пункти вздовж берегової смуги: Чарни-Поток, Щереж.

## Притоки
- Потік Волиці (права).

## Цікаві факти
- Навколо річки пролягають туристичні шляхи, яки на мапі туристичній значаться кольором: зеленим (Заповідниця (840 м) — Ціхонь (929 м) — Остра (925 м) — Єжова Вода (895 м); синім (Зблюдза — Модинь (1027 м) — Мала Модинь (988 м) — Млиньчиська — Єжова Вода (895 м).[4]